# Voices (musikalbum av Vangelis)
Voices är ett album av den grekiske musikern och kompositören Vangelis, utgivet 1995.

## Låtlista
1. "Voices" - 7:00
2. "Echoes" - 8:20
3. "Come to Me" - 4:40
4. "P.S." - 2:05
5. "Ask the Mountains" - 7:55
6. "Prelude" - 4:24
7. "Losing Sleep (Still, My Heart)" - 6:41
8. "Messages" - 7:30
9. "Dream in an Open Place" - 5:50

## Medverkande
- The Athens Opera Company: sång (spår 1)
- Caroline Lavelle: sång, cello och sångtext (spår 3)
- Stina Nordenstam: sång och sångtext (spår 5)
- Paul Young: sång och sångtext (spår 7)